# Branko
Branko ist als Verkleinerungsform von Branislav oder Branimir ein häufig vorkommender, insbesondere südslawischer männlicher Vorname. Die weibliche Verkleinerungsform lautet Brankica.

## Namensträger

### Vorname
- Branko Andrić (1942–2005), serbischer Schriftsteller und Künstler
- Branko Andrić (* 1983), serbischer Künstler
- Branko Bošković (* 1980), montenegrinischer Fußballspieler
- Branko Bošnjak (Philosoph) (1923–1996), jugoslawischer Philosoph
- Branko Cikatić (1954–2020), kroatischer Kickboxer
- Branko Ćopić (1915–1984), jugoslawischer Schriftsteller
- Branko Crvenkovski (* 1962), Präsident Mazedoniens (2004 bis 2009)
- Branko Elsner (1929–2012), jugoslawischer Fußballspieler und slowenischer Fußballtrainer
- Branko Grahovac (* 1983), bosnisch-herzegowinischer Fußballspieler
- Branko Grünbaum (1929–2018), israelischer Mathematiker
- Branko Ilič (* 1983), slowenischer Fußballspieler
- Branko Ivanković (Fußballtrainer) (* 1954), kroatischer Fußballtrainer
- Branko Ivanković (Komponist) (* 1968), kroatischer Komponist, Dirigent, Musiker, Arrangeur und Musikproduzent
- Branko Klepac (* 1979), deutscher Basketballspieler
- Branko Kosic (* 1983), liechtensteinischer Poolbillardspieler
- Branko Lustig (1932–2019), kroatischer Produzent und Schauspieler
- Branko Merxhani (1894–1981), albanischer Soziologe und Publizist
- Branko Mikulić (1928–1994), jugoslawischer Politiker
- Branko Miljuš (* 1961), jugoslawischer Fußballspieler
- Branko Oblak (* 1947), jugoslawischer Fußballspieler
- Branko Pejaković (1927–2016), serbischer Jazz-Bassist
- Branko Radičević (1824–1853), serbischer Dichter der Romantik
- Branko Radivojevič (* 1980), slowakischer Eishockeyspieler
- Branko Samarovski (* 1939), österreichischer Schauspieler
- Branko Strupar (* 1970), kroatisch-belgischer Fußballspieler
- Branko Zebec (1929–1988), jugoslawischer Fußballspieler und -trainer

### Familienname
- Pavel Branko (1921–2020), tschechoslowakischer Filmkritiker, Filmtheoretiker, literarischer Übersetzer und Autor